# 루시우스
루시우스(Lucius)는 뉴욕 브루클린 출신의 5인조 인디 팝 밴드이다.